# 利力浦冰原島峰
66°8′S 62°40′W / 66.133°S 62.667°W
利力浦冰原島峰（英語：Lilliput Nunataks）是南極洲的冰原島峰，位於葛拉漢地的奧斯卡二世海岸，由3座島峰組成，處於加利弗冰原島峰以北6公里，海拔高度600至700米，由英國研究隊繪入地圖，現時由南極條約體系管理。